# Estação (Rio Grande do Sul)
Estação é um município do estado brasileiro do Rio Grande do Sul.

## História
Os primeiros colonizadores chegaram no fim do século XIX e o rápido crescimento da pequena colônia deu-se pela riqueza florestal e e pelas terras férteis, próprias para maquinarias. O bom terreno propiciou o desmatamento das matas que desde o século XVIII eram habitadas por caboclos, de origem sulina e paulistas, que destinavam-se a comercialização de gado entre a região de Sorocaba e o Rio Grande do Sul, por meio de tropeadas. Até os dias atuais famílias como Pessoa da Silva, Borges, Teixeira entre outras vivem em Getúlio Vargas. Com a chegada dos imigrantes e da estrada de ferro, o eixo econômico da comercialização pecuária, encontrou novo foco, com o abastecimento dos recém chegados da Europa e das consideradas terras velhas (primeiras áreas de colonização do RS, como Serra e Vale dos Sinos).  Os imigrantes em sua maioria italianos, alemães, poloneses e os próprios caboclos, introduziram a agropecuária diversificada, a viticultura, além de trigo, milho, feijão. Com intuito de legalizar a ocupação, que vinha desenvolvendo-se nesse local, no ano de 1908 foi fundada a Estação Erechim.
Tanta diversidade de raças e culturas, só ocorreu pela existência da estrada de ferro, inaugurada em 3 de maio de 1910, aos altos do Ramal Passo Fundo-Marcelino Ramos (PF–MR), onde as primeiras famílias de desbravadores desceram pela conexão estabelecida, ligando o Rio Grande do Sul ao estado de Santa Catarina.
A ferrovia riscou o Estado de sul a norte, permitindo o transporte de mercadorias de maneira eficaz, segura e financeiramente acessível. A extensão da rede compreendida entre Estação e Passo Fundo era de 47 km; e de Estação a Erechim de 49 km. Por esse trajeto trafegavam os trens “Diurno” e “Noturno” de origem em São Paulo com destino à Porto Alegre e vice-versa. Essa viagem demorava até três dias para ser completada, e tinha como “linha-tronco” (ligação de todas as demais malhas) a cidade de Santa Maria.
A primeira linha telefônica foi instalada em 1910, com 5.000 m. Os telefones eram raros, e quase impossibilitavam a comunicação por estarem constantemente quebrados. Com isso, o aparelho de telégrafo teve grande destaque, já que era uma forma confiável para emitir mensagens que os trens se aproximavam. A falta de luz, a difícil manutenção dos trilhos feita de forma artesanal, e o uso do lápis anilina, entre outros, eram fatores que dificultavam ainda mais o trabalho daqueles que dedicavam seus dias aos trilhos.
Como forma de entreter e divertir os moradores, em 25 de março de 1932 foi fundado o Esporte Clube Cruzeiro do Sul, que mais tarde decidiu por abandonar as atividades esportivas e dedicar-se aos eventos de cunho sociais e culturais.
No ano de 1935, Estação foi anexada ao município de Getúlio Vargas, passando a chamar-se Estação Getúlio Vargas, em homenagem ao presidente da época. Por abrigar a importante Cooperativa de Produção de Banha Sant’Ana Ltda.- COOBANHA – e pelas muitas madeireiras, responsáveis pelo grande volume de dinheiro movimentado, ficou conhecida como Bairro Industrial de Getúlio Vargas.
O intenso movimento de trens remetiam os principais produtos produzidos e transformados como banha, madeira, feijão, trigo e milho para diversas localidades, entre elas Rio Grande, onde de lá o destino era a exportação; e recebiam cereais, frutas, açúcar, materiais de construção, gasolina, eletrodomésticos além de famílias inteiras, ratificando a importância da ferrovia para a formação de diversas cidades da região do Alto Uruguai.
As poucas opções de lazer e o árduo trabalho diário, fizeram com que em 23 de novembro de 1942, o Lutador Futebol Clube fosse fundado, ficando consagrado por ser o primeiro Campeão oficial de Getúlio Vargas.
No início dos anos 50, com o intuito de melhor administrar e explorar os quase 40.000 km de ferrovias, o Governo Federal criou a Rede Ferroviária Federal S.A. (RFFSA), unificando as linhas Nordeste, Sudeste, Centro-Oeste e Sul do país. Cada ferroviária contava com um quadro obrigatório de funcionários: o maquinista e um ajudante, o foguista, o chefe de trem, o manobrador, o telegrafista, o conferente, os carregadores, totalizando cerca de 16 mil funcionários, não somados as vagas terceirizadas, oferecidas por restaurantes e outras organizações, em trens de longa distância.
Além do comércio em geral, Estação contava com uma arquitetura arrojada composta por muitos armazéns de cereais. Em 1957 foi fundada Cooperativa Tritícola de Getúlio Vargas que recebia, armazenava e comercializava produtos agrícolas. A cooperativa valeu-se muito das malhas ferroviárias, pois, oportunizavam o deslocamento de vagões, com até 52 toneladas, as proximidades de seus pátios e por disporem de vagões próprios para expedir cargas vivas. Com a prosperidade da cooperativa, e, consequentemente, do Bairro Industrial,  registra-se no ano de 1967 os primeiros indícios de que a emancipação era um sonho possível, sendo apenas uma questão de tempo.
Mesmo sem a autonomia de um município, Estação propiciava investidores a difundirem novas atividades comerciais. Prova disso são os registros de 1973, até então inéditos, da seleção, secagem, e comércio de sementes através de Octávio Ciro Boff. No mesmo período, nas estações de trens, os telégrafos eram substituídos pelos telefones. E como modo de defender a agropecuária de pequeno porte, em favor dos associados, a COOBANHA unificou-se a Cooperativa, selando em 1976, a fundação da Cotrigo.
Conscientes do bom momento vivido, aliado ao desinteresse das autoridades, os movimentos para emancipação dos anos de 1977 e 1985 apresentaram resultados, positivos o bastante, para que fossem levantados dados sobre a potencialidade da área a ser emancipada. Esses dados faziam referência ao comércio, agricultura, agropecuária.
Paralelo a toda potencialidade da área, as décadas de 80 e 90 foram dramáticas para a RFFSA. A companhia já não era capaz de gerar recursos suficientes que cobrissem as despesas, e as linhas estavam sucateadas. A remodelagem dos trilhos estava fora de cogitação. Faltava verba para construir e reformar vagões. Em meio a essa crise, como medida de salvar o serviço, o governo criou leis de concessões, que permitiam empresas privadas a explorarem o meio, conservando apenas 4 mil profissionais.
Apesar do cenário parecer desfavorável, Estação continuava a manter e a construir sua economia. A busca por uma maior democracia e a descentralização política-administrativa era o constante objetivo. Então, em 21 de abril do ano de 1988, pela Lei nº 8572, estava criado o município de Estação. Ocorrendo a primeira eleição em 15 de novembro do mesmo ano, elegendo Guido Comin e Dorvalino Cecconelo como representantes do legislativo.

## Geografia
Hoje, Estação conta com 6 011 habitantes, distribuídos em uma extensão territorial de mais de 100 km. A maior parte da população tem entre 0 a dezenove anos, num percentual de 17,83%. O forte êxodo rural dos últimos anos teve como resultado a permanência de apenas 991 pessoas no campo.
Pertence à Mesorregião do Noroeste Rio-Grandense e à Microrregião de Erechim.

## Economia
O município tem 560 estabelecimentos de crédito em 91 modalidades de comércio[carece de fontes?].
A Cooperativa Tritícola de Getúlio Vargas (Cotrigo) conta com mais de cinco mil associados, 900 empregados e cerca de 30 diferentes produtos comercializados. Os armazéns e silos comportam até 33 mil toneladas de grãos. Desde o início da década de 2010 a Cotrigo encontra-se com dificuldades financeiras, sendo que diversas de suas atividades foram assumidas por outras empresas.  Foi leiloada em 2020 para a empresa paulista Oeste Brasil Foods, a decisão de venda foi homologada dia 28 de agosto de 2020, mas a previsão de retomada das atividades é indefinida.

## Educação
O município tem sete escolas, sendo três escolas estaduais e quatro municipais, que educam 1378 cidadãos.

## Organizações
O município tem organizações religiosas, três sindicatos e seis associações de moradores.

## Ligações Externas
- Secretaria do Turismo do Rio Grande do Sul